# 陳爰謀
陳爰謀（16世紀—1647年），雲南雲南府呈貢縣民籍，南直隸揚州府高郵州興化縣人，明朝政治人物。

## 生平
陳爰謀是萬曆四十年（1612年）壬子科雲南鄉試舉人，授汝州知州，天啟四年（1624年）興建當地儒學，升刑部郎中，崇禎十年（1637年）出為廣西太平府知府，致仕後在昆明縣居住，永曆元年（1647年）沙定洲作亂攻破昆明，他拒絕投降被殺，清朝乾隆年間賜諡「節愍」。

## 家族
曾祖陳常道，嘉靖五年進士，四川按察司副使；祖父陳㫤，教授；父陳宗虞，訓導。母繆氏。兄陳爰諏，萬曆三十八年進士。

## 引用
1. 1 2  咸豐《重修興化縣志·卷八·人物志》：陳爰謀，與兄爰諏皆寄籍雲南，萬厯四十年舉人，知汝州，擢刑部郎中，出知廣西太平府，致仕居昆明，值沙賊破城不屈死。國朝乾隆中特恩賜諡節愍，載《欽定勝朝殉節諸臣錄》。 參《雲南府志》、阿府志
2. ↑  《欽定古今圖書集成·方輿彙編·職方典·第四百八十二卷》：汝州學校考 州縣志合載 州儒學 舊在城隍廟右。明天啟四年甲子，州守陳爰謀創建。
3. ↑  錢海岳《南明史·卷一百七·列傳第八十三》：當沙定洲之反，雲南死事者：……陳爰謀，萬曆四十年舉於鄉。歷汝州知州、刑部郎中、太平知府致仕。逼降，不屈死。
4. ↑  四庫全書《雲南通志·卷二十·選舉》：舉人……（萬曆）壬子科中式四十五名……陳爰謀 昆明人，常道曾孫，知府